# Gebietskrankenkasse

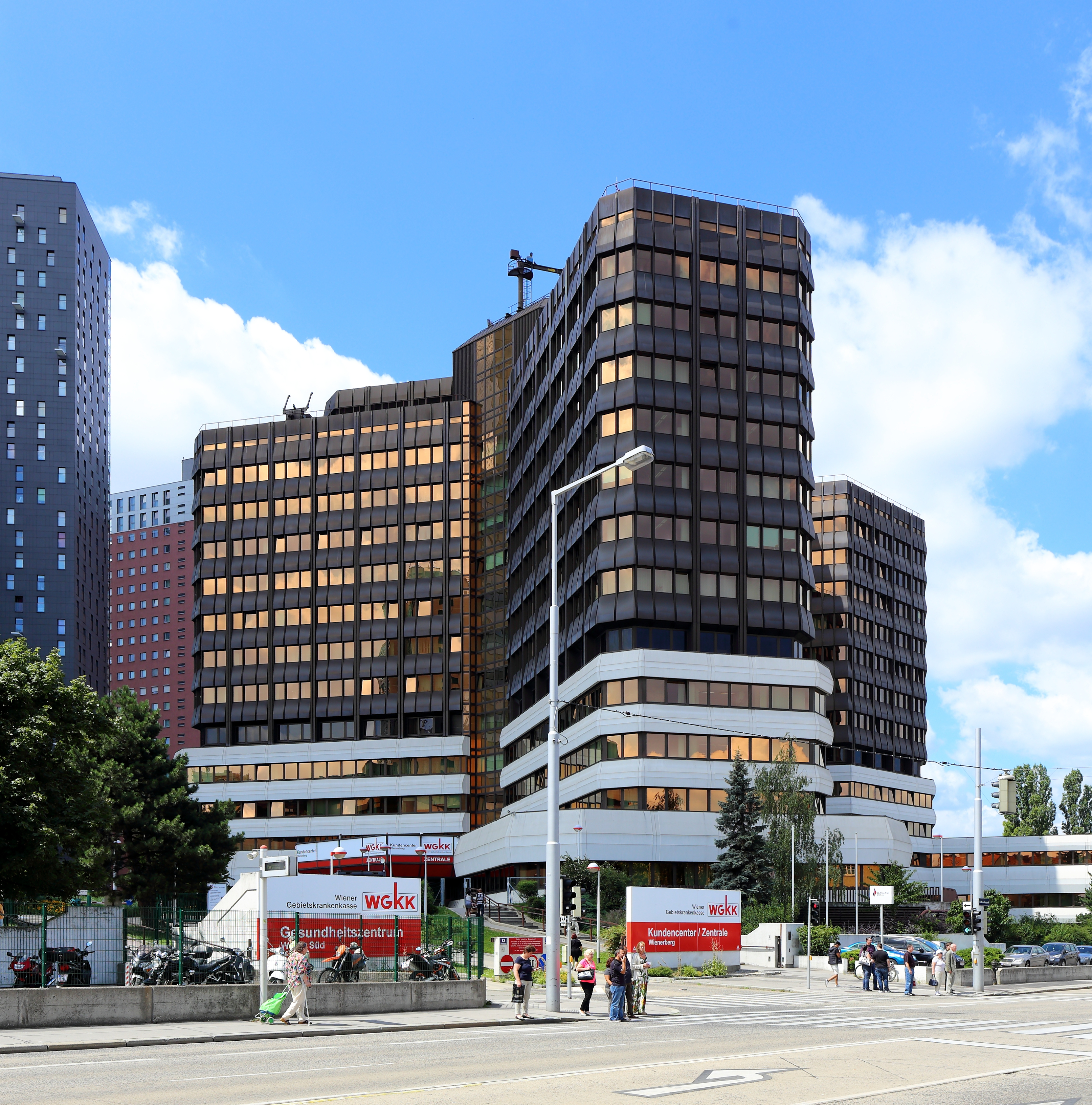
Zentrale der Wiener Gebietskrankenkasse in der Wienerbergstraße

Die Gebietskrankenkassen (GKK) waren bis 2019 in Österreich neben den anderen Krankenkassen Bestandteil des gesetzlichen Krankenversicherungswesens. In jedem Bundesland bestand eine eigene Gebietskrankenkasse, bei der der Großteil der in der Privatwirtschaft tätigen Unselbständig-Erwerbstätigen sowie deren Angehörige krankenversichert waren. Mit der Abnahme der Zahl von Beamten waren vermehrt Erwerbstätige aus dem öffentlichen Sektor nach privatrechtlichen Verträgen (umgangssprachlich auch ASVG-Bedienstete) ebenfalls bei den Gebietskrankenkassen versichert. Nur einzelne Branchen wie Eisenbahnen und Bergbau (gehören zusammen) hatten eigene Krankenversicherungen. Zuständig war jeweils jene Gebietskrankenkasse, an dem sich der Standort des Arbeitsplatzes befand. Bei den Pensionisten hingegen richtete sich die Zugehörigkeit nach dem Wohnort.
Wie alle anderen österreichischen Krankenkassen gehörten sie dem Hauptverband der österreichischen Sozialversicherungsträger an.
Die neun Kassen waren:

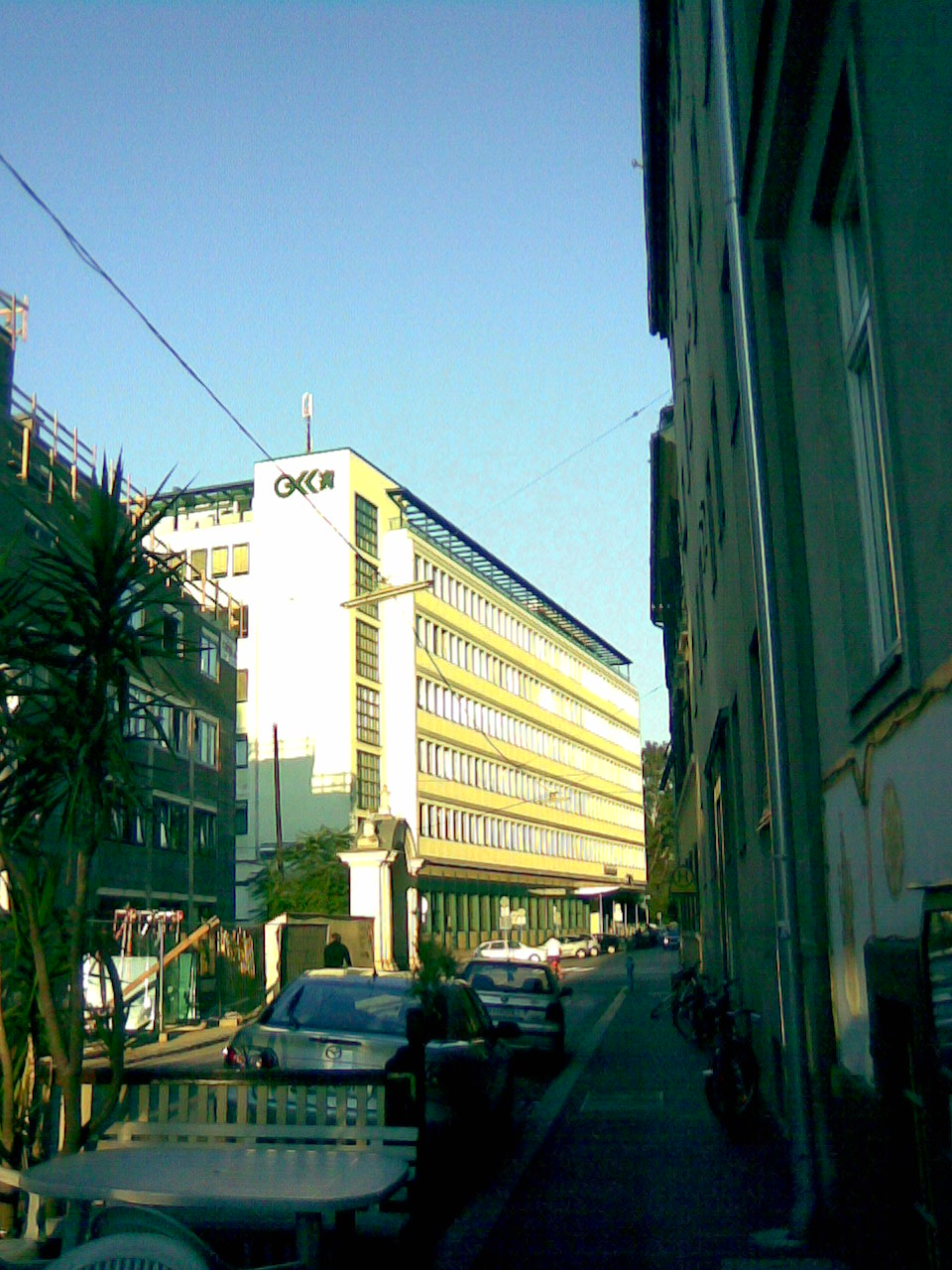
Hauptgebäude der Steiermärkischen Gebietskrankenkasse

- Burgenländische Gebietskrankenkasse
- Kärntner Gebietskrankenkasse
- Niederösterreichische Gebietskrankenkasse
- Oberösterreichische Gebietskrankenkasse
- Salzburger Gebietskrankenkasse
- Steiermärkische Gebietskrankenkasse
- Tiroler Gebietskrankenkasse
- Vorarlberger Gebietskrankenkasse
- Wiener Gebietskrankenkasse

## Entwicklungen ab 2018
Der Ministerrat hat die Zusammenlegung der Gebietskrankenkassen in eine Österreichische Gesundheitskasse am 24. Oktober 2018 beschlossen. 
Am 1. Jänner 2020 wurden die neun Gebietskrankenkassen mit den vier Betriebskrankenkassen Kapfenberg, Mondi, Voestalpine Bahnsysteme und Zeltweg zur Österreichischen Gesundheitskasse fusioniert.